# Blau (Sou)
Der Blau ist ein kleiner Fluss im Süden von Frankreich, der im Département Aude der Region Okzitanien nordwestlich der Stadt Limoux verläuft.

## Geografie

### Verlauf
Der Blau entspringt unter dem Namen Ruisseau des Fontenelles im nördlichen Gemeindegebiet von Pomy, entwässert generell Richtung Ostnordost und mündet nach rund 16 Kilometern im südwestlichen Gemeindegebiet von Saint-Martin-de-Villereglan als rechter Nebenfluss in den Sou.

### Orte am Fluss
(Reihenfolge in Fließrichtung)
- La Jasse, Gemeinde Pomy
- Le Cassé Haut, Gemeinde Villelongue-d’Aude
- Loupia
- Malras
- Pauligne
- Gaja-et-Villedieu
- La Mothe, Gemeinde Saint-Martin-de-Villereglan